# Trachinus lineolatus
Trachinus lineolatus is een straalvinnige vissensoort uit de familie van pietermannen (Trachinidae). De wetenschappelijke naam van de soort is voor het eerst geldig gepubliceerd in 1885 door Fischer.